# Glypta extincta
Glypta extincta är en stekelart som beskrevs av Julius Theodor Christian Ratzeburg 1852. Glypta extincta ingår i släktet Glypta och familjen brokparasitsteklar. Arten är reproducerande i Sverige. Utöver nominatformen finns också underarten G. e. subarctica.